# Aldolna kondenzacija
Aldolna kondenzacija je organska reakcija u kojoj enol ili enolatni jon reaguje sa karbonilnim jedinjenjem da formira β-hidroksialdehid ili β-hidroksiketon, čemu sledi dehidracija koja daje konjugovani enon.
Aldolne kondenzacije su važne u organskoj sintezi. One su dobar način formiranja ugljenik–ugljenik veza. Reakciona sekvenca Robinsonove anulacije sadrži aldolnu kondenzaciju. Vieland-Miešerov ketonski proizvod je važan početni materijal za mnoge organske sinteze. Aldolna kondenzacija u svojoj uobičajenoj formi, obuhvata nukleofilnu adiciju ketonskog enolata na aldehid da bi se formirao β-hidroksi keton, ili "aldol" (aldehid + alkohol), koji je strukturna jedinica nađena u mnogim prirodnim molekulima i lekovima.
Ime aldolna kondenzacija se takođe često koristi, posebno u biohemiji, za imenovanje aldolne reakcije katalizovane aldolazama. Međutim, aldolna reakcija nije formalno reakcija kondenzacije, jer ne obuhvata gubitak malog molekula.
Reakcije između ketona i aldehida (ukrštena aldolna kondenuacija) ili između dva aldehida su takođe poznate pod imenom Claisen-Schmidt kondenuacija.

## Mehanizam
Prvi deo ove reakcije je aldolna reakcija. Drugi deo je dehidracija — reakcija eliminacije. Dehidracija može da bude praćena dekarboksilacijom kad je prisutna aktivirana karboksilna grupa. Proizvod aldolne adicije može da bude dehidriran putem dva mehanizma: jakom bazom kao što je kalijum t-butoksid, kalijum hidroksid ili natrijum hidrid u enolatu ,, ili putem kiselinom katalizovanog enolnog mehanizma.
 :
|                   |                       |
| katalizovana baza | katalizovana kiselina |

## Literatura
- Heathcock, C. H. (1991). Comp. Org. Syn. Oxford: Pergamon. стр. 133—179. ISBN 978-0-08-040593-3.